# Pleopeltis pinnatifida
Pleopeltis pinnatifida är en stensöteväxtart som beskrevs av Gill. Pleopeltis pinnatifida ingår i släktet Pleopeltis och familjen Polypodiaceae. Inga underarter finns listade.